# Liceo ginnasio Torquato Tasso (Salerno)
Il liceo classico statale "Torquato Tasso" è uno dei più antichi licei della città di Salerno, situato in piazza San Francesco, nel rione Carmine, in un palazzo realizzato in epoca fascista.

## Storia
(Epigrafe sul portale d'ingresso del Liceo)
Il Liceo Tasso fu fondato nel 1811 da Gioacchino Murat nel soppresso Monastero della Maddalena, congiuntamente al Convitto Nazionale, rappresentando il più antico istituto medio laico di Salerno. Con l'unità d'Italia ebbe la veste giuridica di Liceo-ginnasio parificato annesso al Convitto Nazionale. Nell'anno scolastico 1874-75 il preside proveniva dal Trentino asburgico, mentre tra i professori di latino e greco vi erano due canonici. Nell'Ottocento disponeva del reddito di 24.000 annui derivanti dall'affitto di fondi rustici. Nel 1923 il liceo si separò amministrativamente dal Convitto Nazionale in attesa di finanziamenti da parte del comune per la costruzione della nuova e più adeguata sede.

## Palazzo
La sede di piazza San Francesco ha vissuto vicende complesse che ebbero inizio nel 1925 quando l'allora preside Giuseppe Zito propose al comune la sua costruzione. L'obiettivo del preside era quello di costruire la nuova sede del liceo nella zona d'espansione della città secondo l'appena approvato piano regolatore degli architetti Ernesto Donzelli e Nicola Cavaccini. Tuttavia la richiesta fu accettata soltanto nel 1928 con l'arrivo del podestà Antonio Conforti che diede il compito a Michele e Luigi de Angelis di progettare la struttura. Il progetto fu realizzato in breve tempo e si decise di costruirlo sulla spianata del vecchio cimitero. Una volta approvato però, il commissario prefettizio affidò la direzione dei lavori all'Ufficio Tecnico Comunale, guidato da Camillo Guerra, che stravolse completamente il progetto. Il nuovo progetto non fu approvato dal Provveditorato delle opere pubbliche e, con l'insediamento del nuovo commissario prefettizio la direzione dei lavori ritornò ai De Angelis che recuperarono il progetto originario, pur trasferendo l'area di progetto dal vecchio cimitero alla zona del convento dei francescani.
Con il nuovo progetto inoltre vi fu l'aggiunta di un nuovo piano che permise la costruzione di una palestra, della biblioteca, di un museo per le scienze coloniali e di un acquario. I lavori iniziarono nel 1931 e furono conclusi un anno dopo con l'inaugurazione da parte del cavaliere Lojacono, sottosegretario alle comunicazioni del governo fascista.

### Architettura
L'edificio progettato dai De Angelis si presenta di forma quadrata, con corte centrale e con gli angoli smussati nella parte frontale.
La facciata esterna è caratterizzata da ordini di lesene e colonne con capitello corinzio, fregi ornamentali con motivi floreali ed edicole monumentali. Il vestibolo d'entrata ha una grande targa di bronzo che riporta il "Bollettino della Vittoria" della Grande Guerra; ai lati del vestibolo vi sono la sala d'udienza e l'ampia scala marmorea a due branche che porta ai piani superiori.
All'interno dell'aula magna sono presenti dei medaglioni opera del pittore Pasquale Avallone, raffiguranti alcuni personaggi della storia cittadina.
Il palazzo ha quattro piani (presenta un piano seminterrato, tre piani ed un piano attico sul fronte d'ingresso), per circa 22 metri d'altezza.